# Cuzcurrita de Río Tirón
Cuzcurrita de Río Tirón est une commune de la communauté autonome de La Rioja, en Espagne.

## Démographie
| 1900  | 1910  | 1920  | 1930  | 1940  | 1950  | 1960 | 1970 | 1981 |
| ----- | ----- | ----- | ----- | ----- | ----- | ---- | ---- | ---- |
| 1 531 | 1 270 | 1 005 | 1 030 | 1 090 | 1 030 | 901  | 676  | 602  |

| 1991 | 2001 | 2010 | - | - | - | - | - | - |
| ---- | ---- | ---- | - | - | - | - | - | - |
| 466  | 485  | 554  | - | - | - | - | - | - |

## Administration

### Conseil municipal
La ville de Cuzcurrita de Río Tirón comptait 493 habitants aux élections municipales du 26 mai 2019. Son conseil municipal (en espagnol : Pleno del Ayuntamiento) se compose donc de 7 élus.
| Parti | Parti                                    | Voix | %       | Élus  |
| ----- | ---------------------------------------- | ---- | ------- | ----- |
|       | Parti populaire (PP)                     | 218  | 67,08 % | 5 / 7 |
|       | Parti socialiste ouvrier espagnol (PSOE) | 107  | 32,92 % | 2 / 7 |

### Liste des maires
| Mandat    | Maire | Maire                          | Parti |
| --------- | ----- | ------------------------------ | ----- |
| 1979-1983 |       | José Antonio Izquierdo Hidalgo | UCD   |
| 1983-1987 |       | ?                              | PSOE  |
| 1987-1991 |       | Román Urrecho Junquera         | AP    |
| 1991-1995 |       | Román Urrecho Junquera         | PP    |
| 1995-1999 |       | Antonio Tobalina Jiménez       | PP    |
| 1999-2003 |       | Antonio Tobalina Jiménez       | PP    |
| 2003-2007 |       | Román Urrecho Junquera         | PP    |
| 2007-2011 |       | Pedro Izquierdo Pascual        | PP    |
| 2011-2015 |       | Román Urrecho Junquera         | PP    |
| 2015-2019 |       | Román Urrecho Junquera         | PP    |
| 2019-2023 |       | Román Urrecho Junquera         | PP    |